# Swann Arlaud

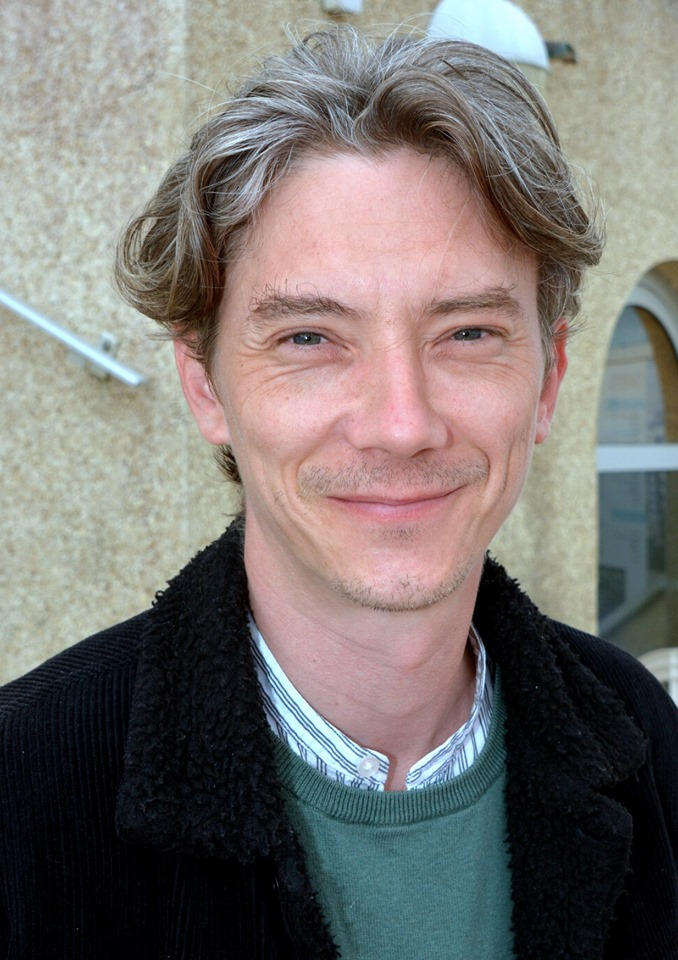
Swann Arlaud (2019)

Swann Arlaud (* 30. November 1981 in Fontenay-aux-Roses) ist ein französischer Filmschauspieler.

## Leben
Anfänglich stand Arlaud für Werbespots vor der Kamera. Ab 1987 erhielt er kleinere Rollen in Filmen und in Fernsehserien. So war Arlaud im Film La Révolte des enfants in einer Nebenrolle als Lucien zu sehen. In den folgenden Jahren spielte Arlaud in Filmen an der Seite von Schauspielern wie Sandrine Bonnaire, Marina Foïs, Gérard Depardieu, Julie Depardieu, Charlotte Rampling, Marion Cotillard, Guillaume Canet, Sandra Hüller oder Michel Piccoli.
Im Sommer 2024 wurde Arlaud Mitglied der Academy of Motion Picture Arts and Sciences.

## Filmografie (Auswahl)
- 1987: Jeux d'artifices
- 1991:	La Révolte des enfants
- 2008:	Ein schlichtes Herz (Un cœur simple)
- 2008: Engrenages (Fernsehserie, 8 Folgen)
- 2008:	Réfractaire
- 2009:	La Rafle
- 2010: Black Heaven (L’autre monde)
- 2010:	Ne nous soumets pas à la tentation
- 2010:	Die anonymen Romantiker (Les Emotifs anonymes)
- 2010: Belle épine
- 2011:	La Joie de vivre
- 2011: Xanadu (Fernsehserie, 8 Folgen)
- 2011: Das bessere Leben (Le jeune client)
- 2012:	Crawl
- 2013:	Michael Kohlhaas
- 2015:	Ni le ciel ni la terre
- 2015: Paris (Fernsehserie, 1 Folge)
- 2016: Le jeune homme
- 2016: Baden Baden – Glück aus dem Baumarkt (Baden Baden)
- 2016: Goliath (Kurzfilm)
- 2016: Ein Leben (Une Vie)
- 2017: Bloody Milk (Petit paysan)
- 2018: Gelobt sei Gott (Grâce à Dieu)
- 2019: Les hirondelles de Kaboul (Stimme)
- 2019: Perdrix
- 2020: Comment je suis devenu super-héros
- 2022: Die Zeit, die wir teilen (À propos de Joan)
- 2023: Anatomie eines Falls (Anatomie d’une chute)
- 2025: L’inconnu de la Grande Arche

## Auszeichnungen
César
- 2016: Nominierung als Bester Nachwuchsdarsteller (Les anarchistes)
- 2018: Auszeichnung als Bester Hauptdarsteller (Petit paysan)
- 2020: Auszeichnung als Bester Nebendarsteller (Gelobt sei Gott)
- 2024: Auszeichnung als Bester Nebendarsteller (Anatomie eines Falls)[4]

Prix Lumières
- 2018: Nominierung als Bester Darsteller (Petit paysan)[5]